# 水戸高等学校 (旧制)
| 水戸高等学校（水高） 当時の水戸高校 | 水戸高等学校（水高） 当時の水戸高校 |
| ----------------------------------- | ----------------------------------- |
| 創立                                | 1920年                              |
| 所在地                              | 茨城県東茨城郡常磐村 （現・水戸市） |
| 初代校長                            | 渡辺又次郎                          |
| 廃止                                | 1950年                              |
| 後身校                              | 茨城大学                            |
| 同窓会                              | 旧制水戸高等学校 同窓会             |

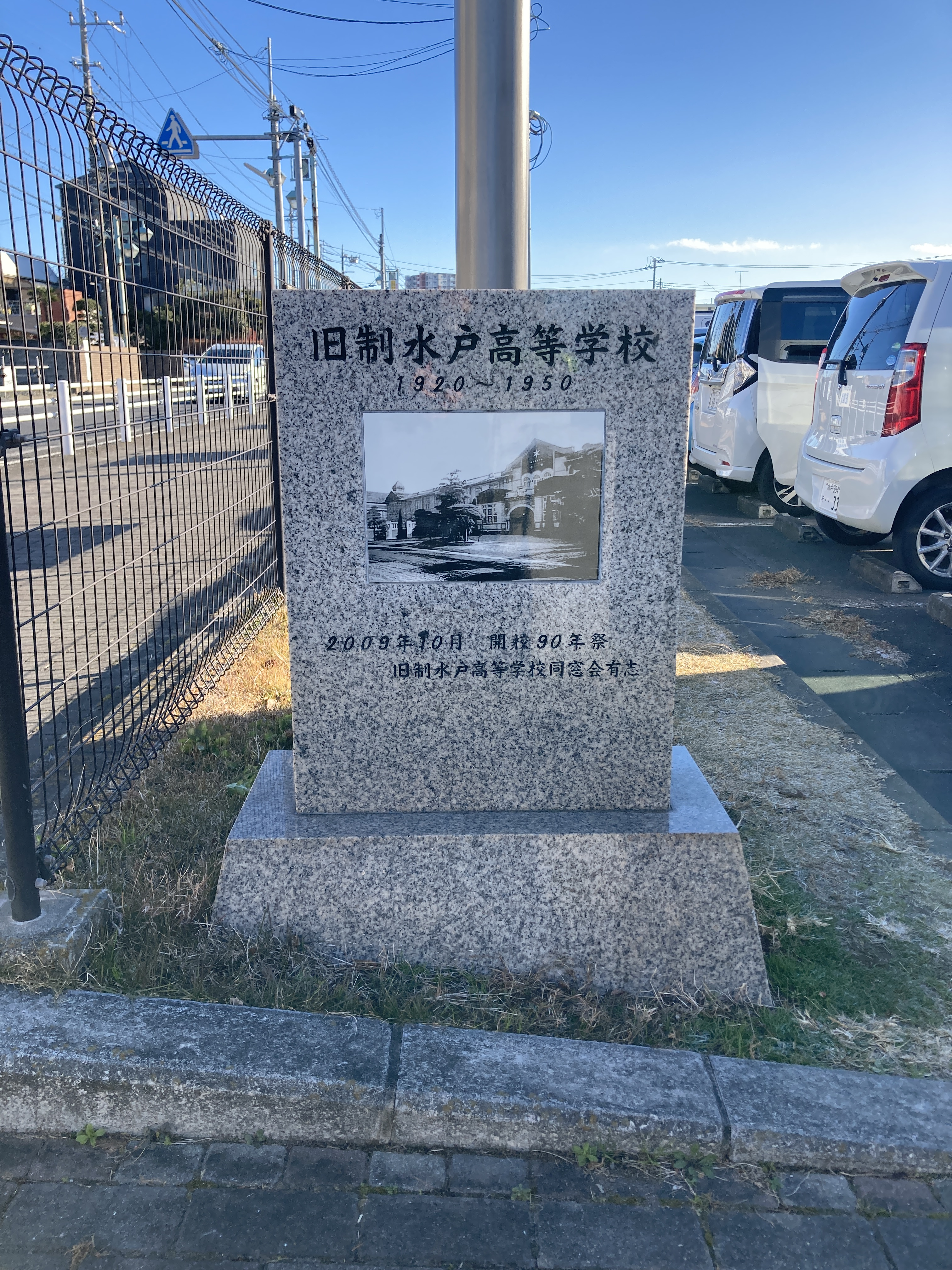
水戸高等学校記念碑

旧制水戸高等学校（きゅうせいみとこうとうがっこう）は、1920年（大正9年）4月に茨城県東茨城郡常磐村に設立された官立旧制高等学校である。略称は「水高」（すいこう）。

## 概要
- 宇都宮との熾烈な誘致合戦があったが、茨城県・水戸市による熱心な運動と同県出身の船成金・内田信也の寄附した1,000,000円により全国13番目の官立高等学校として設立された。
- 文科・理科よりなる修業年限3年の高等科が設置された。学生は4割が東京出身、3割前後が地元出身であった。また学生構成について、北関東の秀才と東京の半不良学生で占めていたと宇都宮徳馬は秦郁彦の『旧制高校物語』で語っている。旧制高校中最も「蛮カラ」の雰囲気の強い学校として知られた。
- 一高に次ぐ大型の寄宿舎「暁鐘寮」（ぎょうしょうりょう）が設置された。
- 新制茨城大学文理学部の前身校の一つとなった。
- 卒業生により「旧制水戸高等学校同窓会」が結成されている。
- 全国高等学校ア式蹴球大会は1926年および1932年に優勝した。

## 沿革
- 1920年（大正9年）4月：設立。
  - この時水戸藩校・弘道館（1872年廃校）の蔵書も継承した。
- 1926年（大正15年）6月5日：学生が校長弾劾、校長派を排斥する校風刷新運動を展開。学生および卒業生がそれぞれ集会を開き、校長に不信任を突きつける[1]。
- 1929年（昭和4年）11月21日：陸軍特別大演習のために来県した昭和天皇が視察のために訪れる[2]。
- 1933年（昭和8年）1月 - 5月：日本共産党水高細胞に対する弾圧事件。
- 1945年（昭和20年）：米軍による水戸空襲と直後の失火により校舎焼失。学校民主化運動激化。
- 1949年（昭和24年）：日共水高細胞を中心とした全学スト。米軍政部の介入により中止。
- 1949年（昭和24年）5月：新制茨城大学の発足にともない包括される。
- 1950年（昭和25年）3月：廃校。

## 歴代校長
- 渡辺又次郎：1920年 - 1926年[3]　初代
- 松村伝　　：1926年 - 1928年[3]　第2代

- 小松倍一　：1928年 - 1931年[3]　第3代
- 近沢道元　：1931年 - 1934年[3]　第4代
- 山内雄太郎：1934年－1939年[4]　第5代
- 高島規孝　：1939年 - 1944年 　第6代

- 安井章一　：1944年  - 1945年10月15日[5] 第7代
- 関泰祐　　：1945年10月15日[5] - 1949年 第8代, 茨城大学初代校長

## 校地の変遷と継承
- 設立当初の校地は水戸市郊外の東茨城郡常磐村に所在し（東原校地）、1933年3月同村は水戸市に編入された。水戸空襲による校舎焼失後、水高は1948年陸軍東部第37部隊跡地に移転、これが新制茨城大学水戸キャンパスとして継承され現在に至っている。

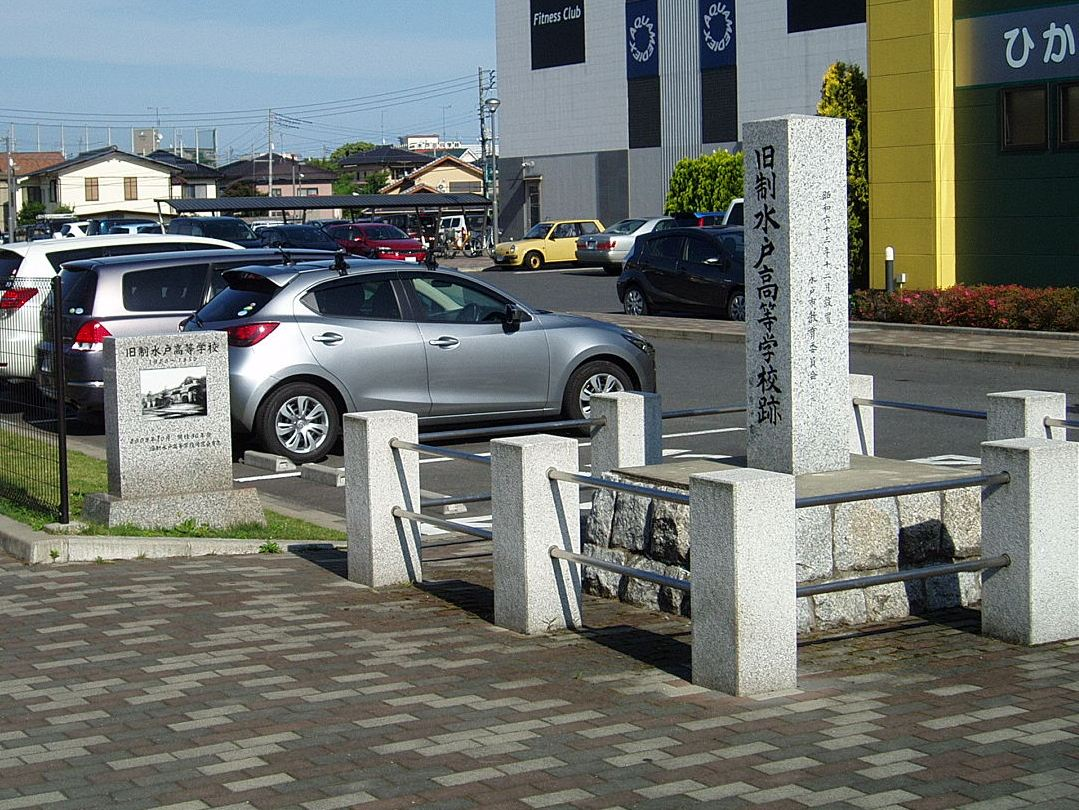
校地跡碑（敷地北端）

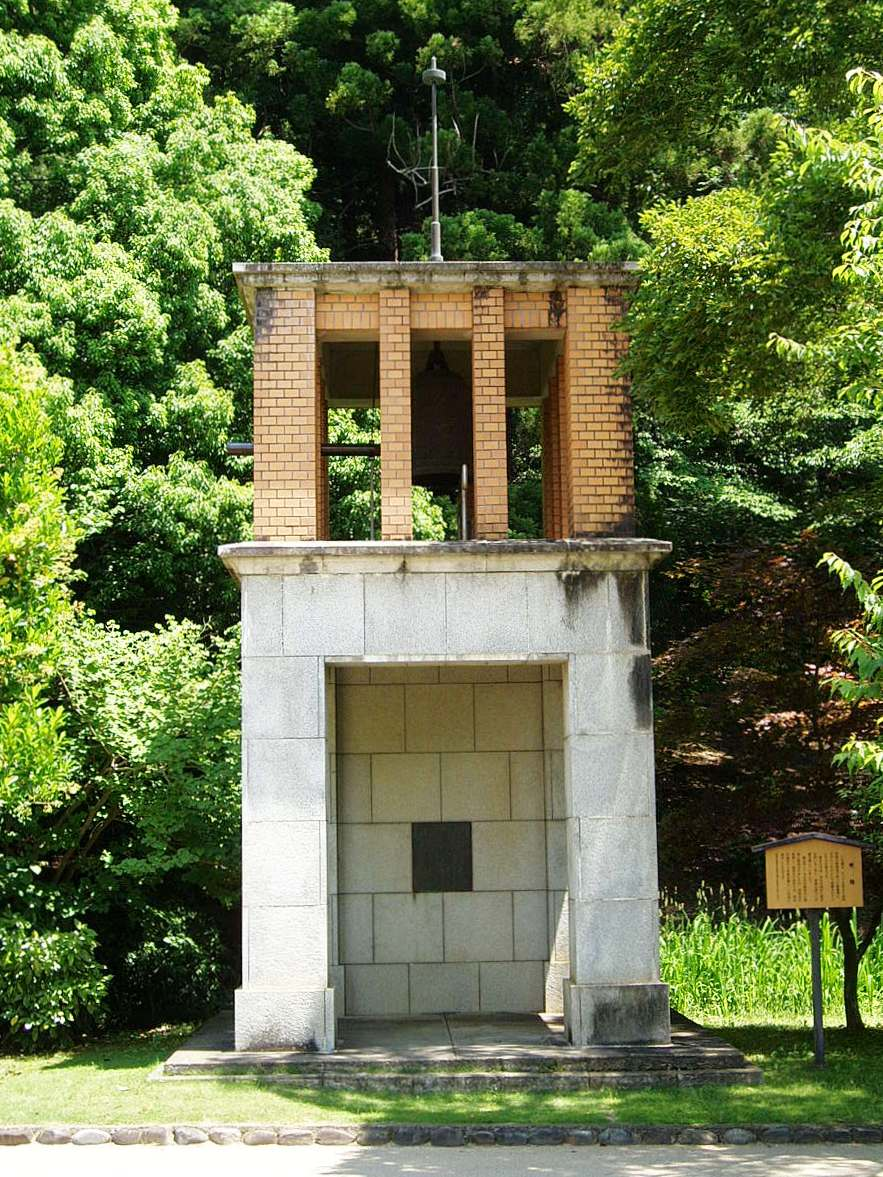
暁鐘楼（偕楽園内）

- その後、旧東原校地の南半分は水戸市立第一中学校の校地となり、同校校内には水高を記念するモニュメントが建立されている。水戸市立第一中学校には、水戸高等学校関係の資料室が設置され、多くの資料が残されている。北半分には1965年、国立水戸病院（現在の国立病院機構水戸医療センター）が設置されたが、2004年同病院は茨城町に移転した。跡地は北水会病院（水高スクエア）になっている。
- この他市内に残る水高関連のモニュメントとしては、偕楽園内に「暁鐘楼」等が設置され、千波湖南岸には「水高の森」が寄贈されている。また水戸市立博物館には水高同窓会が寄贈した「旧制水戸高等学校 暁鐘の青春」の常設展示コーナーが設けられている。
- 古文書、古典籍類の資料は茨城大学に引き継がれ、「茨城大学デジタルコレクション」の一部として公開されている。[6]

## 著名な出身者

### 政界
- 赤城宗徳 - 衆議院議員、農林水産大臣
- 水田三喜男 - 衆議院議員、経済審議庁長官、通商産業大臣、大蔵大臣
- 宇都宮徳馬 - 衆議院議員・参議院議員、宇都宮軍縮研究室主宰、ミノファーゲン製薬創設
- 岡崎英城 - 衆議院議員、内閣官房副長官（事務担当）、内務省出身
- 塚原俊郎 - 衆議院議員、総理府総務長官、労働大臣
- 丹羽喬四郎 - 衆議院議員、運輸大臣
- 後藤田正晴 - 衆議院議員、副総理、内閣官房長官、警察庁長官、法務大臣
- 小幡治和 - 参議院議員、福井県初代公選知事
- 細田徳寿 - 大分県初代公選知事
- 岩上二郎 - 参議院議員、茨城県知事
- 竹内藤男 - 参議院議員、茨城県知事
- 山本敬三郎 - 参議院議員、静岡県知事
- 西銘順治 - 衆議院議員、沖縄県知事
- 葉梨信行 - 衆議院議員、自治大臣兼国家公安委員長
- 鈴木直人 - 衆議院議員（自由党）/ 田中直紀の父
- 森田義衛 - 参議院議員（自由民主党）、国鉄関東総支配人
- 湊徹郎 - 衆議院議員（自由民主党）
- 阿部憲一 - 参議院議員（公明党）
- 安井吉典 - 衆議院議員、日本社会党副委員長
- 大河原太一郎 - 参議院議員、農林水産大臣、農林水産事務次官
- 曽根田郁夫 - 参議院議員、厚生事務次官
- 川合武 - 衆議院議員（新自由クラブ）、消防庁次長
- 松浦昭 - 衆議院議員、食糧庁長官
- 安東仁兵衛 - 社会民主連合政策委員長、江田三郎ブレーン

### 官界
- 吉村成一 - 5代目横浜銀行頭取（1954-62）、大蔵省出身
- 片柳真吉 - 農林次官、政治家
- 山中徳二 - 行政管理事務次官、関東庁官僚出身
- 白岩晃 - 近畿管区警察局長、内務省出身
- 大塚茂 - 郵政事務次官
- 和田敏信 - 通商産業事務次官
- 中村辰五郎 - 通産省東京通産局長
- 齋藤正 - 文部事務次官
- 諸澤正道 - 文部事務次官、常盤大学理事長
- 柴沼直 - 文部官僚、東京教育大学初代学長
- 大口駿一 - 農林事務次官、日本水産社長
- 篠原登 - 科学技術事務次官、東海大学学長、科学技術庁顧問
- 山本三郎 - 建設事務次官、水資源開発公団総裁
- 川村皓章 - 総理府総務副長官、一般社団法人日本善行会会長
- 松下廉蔵 - 厚生省薬務局長、ミドリ十字社長
- 下河辺淳 - 総合研究開発機構理事長、国土庁事務次官
- 竹中喜満太 - 公正取引委員会事務局長
- 伊達邦美 - 駐ブラジル大使  東北大法卒
- 眞島健 - 海上保安庁長官、東亜国内航空社長
- 馬渡一真 - 日本国有鉄道副総裁、日本テレコム初代社長
- 岩田誠 - 最高裁判所判事
- 佐藤哲郎 - 最高裁判所判事
- 下河辺淳 - 日本の都市計画家、国土事務次官、日本上流文化圏研究所理事長
- 石渡達夫 - 台湾総督府官僚。財務官僚。
- 青木秀夫 - 内務・厚生官僚、新潟県知事
- 西銘順治 - 沖縄県知事、衆議院議員（4期）、沖縄県那覇市長
- 岡崎勝男 - 内閣官房長官・外務大臣
- 丹羽喬四郎 - 運輸大臣

### 財界
- 小川栄一 - 藤田観光創立者、同和鉱業副社長
- 江戸英雄 - 三井不動産社長
- 法華津孝太 - 極洋捕鯨社長
- 袖山喜久雄 - 東洋レーヨン社長
- 金成増彦 - 富士電機社長
- 川﨑千春 - 京成電鉄社長（4代目）、オリエンタルランド初代社長
- 早川三郎 - 藤沢薬品工業社長
- 安藤太郎 - 住友不動産社長
- 四ツ柳高茂 - 北海道電力社長
- 馬淵威雄 - 東宝会長、フジテレビ取締役
- 内藤祐次 - エーザイ会長
- 安田直輔 - ジャパンライン社長
- 吉野照蔵 - 清水建設社長
- 持田英 - 持田製薬社長
- 田中雄平 - 藤田観光社長
- 島田秀夫 - 三菱重工業副社長、日本サッカー協会第7代会長
- 松平一郎 - 東京銀行会長、カリフォルニアファーストバンク会長。会津松平家の分家当主
- 種田孝一 - オリンピック選手（サッカー）、住友金属工業取締役副社長
- 塚本芳和 - 電通顧問

### 学術・文化
- 今井正 - 映画監督
- 井村恒郎 - 精神医学者
- 梅本克己 - 哲学者
- 大石泰彦 - 経済学者
- 大原光憲 - 政治学者
- 金子兜太 - 俳人
- 小林直樹 - 憲法学者
- 五来重 - 民俗学者
- 相良守次 - 心理学者
- 團勝磨 - 発生生物学者
- 土方定一 - 美術評論家
- 鶴見良行 - 人類学者
- 出澤三太 - 俳人
- 芳賀檀 - ドイツ文学者
- 平塚益徳 - 教育学者
- 舟橋聖一 - 作家
- 保谷六郎 - 経済学者
- 増井経夫 - 東洋史学者
- 松本喜太郎 - 日本海軍技術大佐 / 戦艦大和設計補佐
- 宮原誠一 - 教育学者
- 目加田誠 - 中国文学者
- 山田宗睦 - 哲学者
- 相良亨 - 日本思想史
- 藤田美実 - 倫理学、明治教育史学者
- 大野和男 - 建築学者・北海道大学名誉教授
- 森川俊夫 - ドイツ文学者、一橋大学名誉教授
- 立津政順 - 精神科医
- 栗原百寿 - 農業経済学者
- 新城常三 - 歴史学者
- 和田孝（桂之助） - 俳優
- 斎藤良輔 - 脚本家
- 次田真幸 - 日本文学者
- 加瀬忠 - 教育家
- 瀬谷義彦 - 歴史学者
- 近藤台五郎 - 女子医科大学教授。消化管ファイバースコープ開発・研究。サッカー選手（日本代表）
- 春山泰雄 - サッカー選手（日本代表）
- 長倉保 - 経済史学者
- 春山泰雄 - サッカー選手
- 島田秀夫 - サッカー選手、第7代日本サッカー協会会長。
- 北村信正 - 日本梅の会会長、東洋造園土木株式会社会長

### その他
- 中村泰 -スナイパー各種事件に関与

## 著名な教員
- ヴィルヘルム・グンデルト - ドイツ語講師、日本学者
- 吹田順助 - ドイツ文学者、随筆家

- 実吉捷郎 - ドイツ文学者、トーマス・マンなどを翻訳
- 小牧健夫 - ドイツ文学者、ドイツロマン派文学研究を行った
- 相良守峯 - ドイツ文学者、独和辞典・大独和辞典を編纂
- 星川清孝 - 漢文学者。読売文学賞受賞
- 高田眞治 - 漢学者、『詩経』の全注釈を上梓
- 亀井高孝 - 西洋史学者
- 皆川正禧 - 英文学者、翻訳家
- 長谷川四郎 - 英文学者。号は朝暮。オセロ (ボードゲーム)の名付け親
- 岡部平太 - スポーツ指導者、柔道家
- 市野沢寅雄 - 哲学者、杜牧研究、白河結城氏
- 茂木善作 - 陸上競技選手（日本代表）
- 梅本克己 - 哲学者
- 関楠生 - ドイツ文学者、超常現象研究者、翻訳家
- 唐沢俊樹 - 法制経済担当講師。法務大臣
- 安藤煕 - 小説家。筆名は高木卓。1940年に芥川賞を辞退

## 関連書籍
- 水戸高等学校暁鐘寮『暁鐘寮史』　1935年
- 水戸高等学校暁鐘寮『暁鐘寮史 第2』　1940年
- 舟橋聖一『ある女の遠景』 講談社, 1963年
- 長谷川朝暮『岫雲録』 吾妻書房, 1964年（朝暮は長谷川四郎の筆名）
- 杉浦勝郎編 小川・千葉獄中書簡刊行会『ある青春の記録 回想の水高学生運動と小川治雄・千葉成夫獄中書簡集』 杉浦書院, 1969年
- 『日本近現代史辞典』 東洋経済新報社, 1978年  尾崎ムゲン作成「文部省管轄高等教育機関一覧」参照
- 『青春風土記；旧制高校物語』第1巻 朝日新聞社, 1978年　大隈秀夫執筆「水戸高等学校」
- 旧制高等学校資料保存会刊行部『旧制高等学校全書』  1985年
- 水戸市立第一中学校『暁鐘　水戸一中生に与うる書：旧制水戸高等学校卒業生から』 1988.2
- 水戸市立第一中学校『暁鐘　水戸一中生に与うる書：旧制水戸高等学校卒業生から  続』 1989.12
- 安井吉典『冬の日愛すべし―私の回想』日本評論社 1992年
- 後藤田正晴『情と理』 講談社, 1998年
- 山極圭司『青春三十年 旧制水戸高等学校物語 1920～1950』水戸高等学校同窓会, 1999年

- 秦郁彦『旧制高校物語』 文春新書、2003年　ISBN 4166603558
- 旧制水戸高等学校同窓会『暁鐘の青春 旧制水戸高等学校』 (映像資料) 2006年